# Mitsuru Chiyotanda
Mitsuru Chiyotanda (千代反田 充 Chiyotanda Mitsuru?, nacido el 1 de junio de 1980 en Minami-ku, Fukuoka, Fukuoka) es un exfutbolista japonés. Jugaba de defensa y su último club fue el Tokushima Vortis de Japón.

## Trayectoria

### Clubes
| Club             | País  | Año         |
| ---------------- | ----- | ----------- |
| Avispa Fukuoka   | Japón | 2003 - 2006 |
| Albirex Niigata  | Japón | 2007 - 2009 |
| Nagoya Grampus   | Japón | 2010 - 2011 |
| Júbilo Iwata     | Japón | 2012        |
| Tokushima Vortis | Japón | 2013 - 2014 |

## Estadística de carrera

### J. League
| Club             | Año   | J. League | J. League | Copa J. League | Copa J. League | Total | Total |
| Club             | Año   | Part.     | Goles     | Part.          | Goles          | Part. | Goles |
| ---------------- | ----- | --------- | --------- | -------------- | -------------- | ----- | ----- |
| Avispa Fukuoka   | 2003  | 26        | 1         | -              | -              | 26    | 1     |
| Avispa Fukuoka   | 2004  | 43        | 5         | -              | -              | 43    | 5     |
| Avispa Fukuoka   | 2005  | 35        | 7         | -              | -              | 35    | 7     |
| Avispa Fukuoka   | 2006  | 26        | 1         | 5              | 0              | 31    | 1     |
| Albirex Niigata  | 2007  | 33        | 2         | 4              | 0              | 37    | 2     |
| Albirex Niigata  | 2008  | 32        | 2         | 6              | 0              | 38    | 2     |
| Albirex Niigata  | 2009  | 33        | 1         | 5              | 0              | 38    | 1     |
| Nagoya Grampus   | 2010  | 16        | 0         | 6              | 1              | 22    | 1     |
| Nagoya Grampus   | 2011  | 17        | 0         | 1              | 0              | 18    | 0     |
| Júbilo Iwata     | 2012  | 7         | 0         | 3              | 1              | 10    | 1     |
| Tokushima Vortis | 2013  | 14        | 1         | -              | -              | 14    | 1     |
| Tokushima Vortis | 2014  | 9         | 0         | 0              | 0              | 9     | 0     |
| Total            | Total | 291       | 20        | 30             | 2              | 321   | 22    |

## Palmarés

### Títulos nacionales
| Título    | Club           | País  | Año  |
| --------- | -------------- | ----- | ---- |
| J1 League | Nagoya Grampus | Japón | 2010 |